# 林三纲
林三綱（Bellman Lin ，1925年9月7日ㄧ2023年11月23日），基督教傳道人，祖籍浙江定海，生於中國上海，曾在地方教會事奉，後由於不同意「地方立場」離開，長期定居美國，是一全職傳道人。

## 地方教會時期
林三綱1925年出生，父母信佛教，但他十四歲時改信基督教。不久後，他在上海加入倪柝聲帶領的地方教會。1948年自上海交通大學機械系畢業後，到台灣中國造船公司任工程師。 1951年，他和另外四位青年信徒史伯誠、魏建章、何廣明、徐爾建，跟隨李常受全职事奉。5人被李常受派往台灣各地地方教會：史伯誠負責嘉義教會，林三綱去台中，魏建章去基隆，何廣明去新竹，徐爾建去台南。1951年辭卻中國造船公司職位，成為全職傳道人。
1955年和1957年，英國基督教領袖史百克两次到台湾，公开表示不能因為「地方立場」損害基督身體（教会）的合一。上述5人受到影响，认为史百克看见了聖經更高的亮光，離開李常受帶領的地方教會。

## 美國傳道時期
林三綱1969年移居美國紐約，在一些查經班及皇后区、长岛及新泽西州贝郡的几处基督徒证主教会（華人教会）講道。1995年移居至新澤西州天城教會牧會，2005年底退休，繼續擔任教會長老。
1998年應邀作第七十屆港九培靈研經會之講道會的講員，題目為「靈命成長」

## 家庭
林三綱在台灣與郭慕真結婚，共有十個子女 。

## 著作
- 《雅歌中的基督》
- 《靈命進深的指標》
- 《靈命進深的典範》